# Sisyrinchium tolucense
Sisyrinchium tolucense là một loài thực vật có hoa trong họ Diên vĩ. Loài này được Peyr. miêu tả khoa học đầu tiên năm 1859.